# كفر بدوي جرجس
قرية كفر بدوى جرجس هي إحدى القرى التابعة لمركز السنبلاوين في محافظة الدقهلية في جمهورية مصر العربية. حسب إحصاءات سنة 2006، بلغ إجمالي السكان في كفر بدوى جرجس 1820 نسمة، منهم 960 رجل و860 امرأة.